# Балашов, Геннадий Викторович

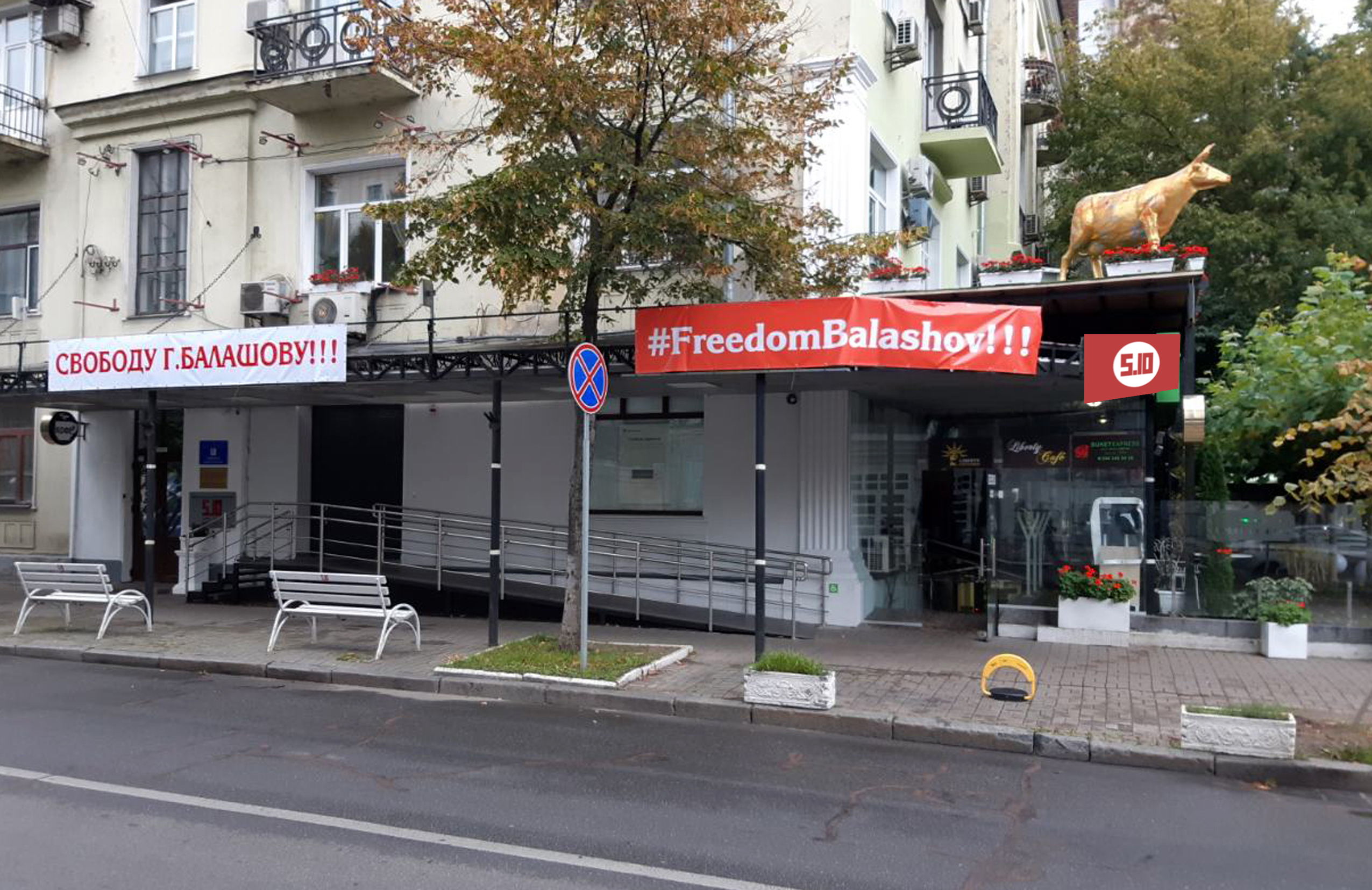
Офис партии 5.10, Киев, сентябрь 2021 года

Геннадий Викторович Балашов (укр. Геннадій Вікторович Балашов; род. 20 февраля 1961, Днепропетровск) — украинский предприниматель, политический деятель. Народный депутат Украины III созыва. Лидер карликовой партии «5.10».

## Биография
Родился в Днепропетровске. В 1976 году окончил там среднюю школу № 126, а с 1976 года по 1979 год учился в ПТУ № 20. С 1979 по 1981 год служил в армии в воздушно-десантных войсках (г. Конотоп). По окончании службы поступил на экономический факультет Днепропетровского государственного университета, где обучался по специальности «Экономика труда». В 1987 году окончил университет. После ряда безуспешных попыток устроиться на работу в сферу торговли, непродолжительное время работал инженером-экономистом в «НИИ крупно-габаритных шин».
1 сентября 2021 года Государственная фискальная служба сообщила об аресте недвижимости народного депутата III созыва Геннадия Балашова на сумму в 200 млн гривен. Лидера политической партии «5.10» обвиняют в уклонении от уплаты налога с доходов физлиц и военного сбора на сумму более 9,6 млн гривен путём продажи недвижимости другим лицам по заниженной стоимости.
Геннадию Балашову предъявили подозрение в совершении уголовного преступления и по решению суда были арестованы 18 объектов недвижимости в Киеве ориентировочной стоимостью 200 млн грн.
16 сентября Печерский районный суд Киева избрал меру пресечения Геннадию Балашову и отправил его под стражу в СИЗО откуда, спустя три недели, он вышел под залог.
8 сентября 2022 года в день назначенного суда Балашов покинул пределы Украины и с тех пор скрывается от правосудия на территории США. Проживает во Флориде.

## Предпринимательская деятельность
В 1988 году он становится председателем торгового кооператива «Союз». В 1990 году — владельцем частного предприятия «Веролла» и первого в Днепропетровске коммерческого комиссионного магазина. В 1992 году — генеральным директор акционерного общества «Москва».
С 2002 года основатель и собственник частного предприятия «Агентство недвижимости „Липки“».
Так же с 2015 года имеет бизнес в США — небольшой придорожный мотель во Флориде и зарегистрированные там же компании: Oceanside Cottages LLC и A1A Oceanshore LLC.

## Политическая деятельность
В 1993 году — президент общественного фонда «Центр политических инициатив».
В 1994 году боролся на выборах за пост мэра Днепропетровска. В ходе избирательной кампании Балашов, будучи уверенным в собственной победе, отказался от нескольких «солидных» кадровых предложений за снятие своей кандидатуры. Выборы проиграл зампреду горисполкома по коммунальному хозяйству Николаю Швецу, после чего быстро «одумался» и пошёл на сотрудничество с командой победителя.
С 1997 по 1998 год — начальник управления политики Днепропетровского горисполкома.
С 1998 по 1999 год вместе с Леонидом Черновецким основал партию «За красивую Украину» и стал её лидером. В результате раскола Балашов в июне 1999 года основал партию «Красивая Украина» и являлся её лидером до 2003 года.
С 1998 по 2002 год — Народный депутат Украины III созыва, избранный по избирательному округу № 27 (Днепропетровская область). Член Комитета по вопросам финансов и банковской деятельности. В 2001 году призывал отказаться от НДС и ввести налог с оборота. В Верховной раде раздавал агитационную газету «Балашовская мысль».
С 2001 по 2002 годы член Общественного совета экспертов по вопросам внутренней политики при Президенте Украины.
Во время парламентских выборов 2002 года баллотировался по одномандатному округу округ № 214 (Киев) и занял пятое место, набрав 5 % голосов избирателей.
В 2010 году призывал население не платить налоги, противодействовать налоговым проверкам бизнеса и другими способами проявлять гражданское неповиновение.
Начиная с 2012 года продвигает идею отмены большинства налогов на территории Украины. Согласно выступлениям Балашова, вместо существующей системы можно было бы ввести лишь два основных налога: «5 % с продаж, который платит покупатель, и 10 % — социального налога, который отчисляется с зарплаты».
Принимал участие в парламентских выборах 2012 года в округе 221 с результатом 3,48 % (6 место, 3582 голосов).
В 2013 году позиционировал себя как лидер движения «Украина без налогов». В конце апреля 2013 года, после изменения законов Украины в целях «совершенствования процедуры по финансовым векселям» (закон № 2845), призывал население забирать деньги из банков и переводить наличные средства в валюту, а также объявил государство врагом народа.
Во время Евромайдана стал известен как автор видеороликов на YouTube в которых критиковал сторонников Антимайдана.
4 марта 2014 года во время аннексии Крыма Геннадий Балашов прибыл в Симферополь. После попытки вступить в диалог с пророссийскими активистами на площади Ленина он был похищен представителями «самообороны Крыма».
10 марта 2014 года на сцене Евромайдана Геннадий Балашов заявил, что «Путин начал войну» против Украины и единственный способ прекратить войну — перекрытие поставок российского газа в Европу через территорию Украины, для чего он призвал собравшихся «взорвать трубу». 12 марта Следственный комитет России возбудил уголовное дело в отношении Геннадия Балашова за публичные призывы к убийству людей и объявил его в международный розыск.
20 марта 2014 года партия 5.10 была зарегистрирована. «5.10» принимала участие в парламентских выборах на Украине в октябре 2014 года. При этом Балашов обратился к своим сторонникам и всем гражданам Украины с предложением поучаствовать в софинансировании избирательной кампании его партии, пообещав в случае если «5.10» получит 226 мест в Верховной Раде — возместить всем откликнувшимся их пожертвования в 10-кратном размере: «За $100 выплата $1000, за $1000 выплата $10 000.» Так же он пообещал процент от привлечения денег в партию — «5% от суммы, которую перечислил человек по вашей рекомендации». По результатам голосования партия Балашова получила 0,42 % голосов (67 тысяч) и не прошла в состав парламента.
На выборах городского головы Киева 25 октября 2015 года Балашов занял в первом туре 11-е место, набрав 1,96 % голосов избирателей (17127 человек). По партийному списку возглавляемая им партия 5.10 получила 16073 голоса и не прошла в Киевсовет.
18 января 2019 года зарегистрирован ЦИК кандидатом в президенты Украины от партии «5.10». На выборах президента Украины в первом туре голосования 31 марта 2019 года, занял 14-е место с результатом 0,17 %.

## Теле- и радиоведущий
Вёл радиопередачу «Стресс-шоу „Психология денег“» на Бизнес-радио 93,8 fm, телешоу «Шоу Балашова „Психология денег“» на канале Business. По словам самого Балашова, 11 октября 2012 года обе передачи «Психология денег» были закрыты без объяснения причин. Однако, с 23 июня 2014 года радиопередача была вновь открыта на радио «Киев 98 FM».

## Взгляды
Известен как либертарианский минархист.
Сторонник евроинтеграции Украины, легализации проституции, однополых браков и марихуаны. Автор идеи кардинальной реформы налогообложения на территории Украины, в соответствии с которой должно остаться лишь два налога: 5 % с покупки товаров и услуг, а также 10 % социального сбора с прибыли или зарплаты.
Для расчёта поступлений в бюджет от собирания налогов по методике «5.10», Балашов к официальному ВВП прибавляет 50 % «теневого ВВП», от получившейся суммы берёт 5 % и результат умножает на 4, объясняя это средним количеством перепродаж.
В 2018 году Балашов предлагал исключить из статьи 17 Конституции Украины пункт 7, которым не допускается размещение на территории страны военных баз других государств «и в срочном порядке провести необходимые переговоры с НАТО и США о размещении у себя военных баз». Однако после начала боевых действий между Украиной и РФ в 2022 году и своего последующего бегства в США — изменил взгляды и призывает к «вечному нейтралитету» для Украины.

## Скандалы

### Конфликт с Дмитрием Гордоном
В начале 2019 года Геннадий Балашов выпустил серию видеороликов, посвящённых личности украинского журналиста Дмитрия Гордона, где критиковал того за его медийную деятельность периода 1990-х годов — 2000-х годов, когда Гордон занимался рекламой «лечебных», по словам его самого, пирамидок, якобы способных излечить людей от онкологических заболеваний, а также за связи с Анатолием Кашпировским и Алланом Чумаком, и, в тех же рамках, продвижения деятельности своей бывшей жены в качестве ясновидещей, позже также высказывав публичную критику в адрес Игоря Смешко, поддерживаемого Дмитрием Гордоном на выборах президента Украины, предположив, что он действует в интересах пророссийских политических сил. На серию видеороликов была публичная реакция от Гордона, когда он, в марте 2019, заявил о подаче иска в суд на Балашова, упоминая его также под прозвищем «кабан», которое Балашов позже иронично использовал для названия рубрики «Кабан Production» на своём канале в «YouTube». В мае 2019 года Геннадий Балашов выпустил интервью с бывшим председателем Службы военной разведки Украины, Николаем Маломужем, где тот поделился своим мнением о Гордоне и Смешко. В июле 2019 года, Дмитрий Гордон, в интервью «Радио Свобода», затрагивая тему конфликта с Балашовым, заявил, что рекламировал «золотые пирамиды», поскольку считает это гениальным изобретением.

### Конфликт с Бориславом Берёзой и юридические разбирательства

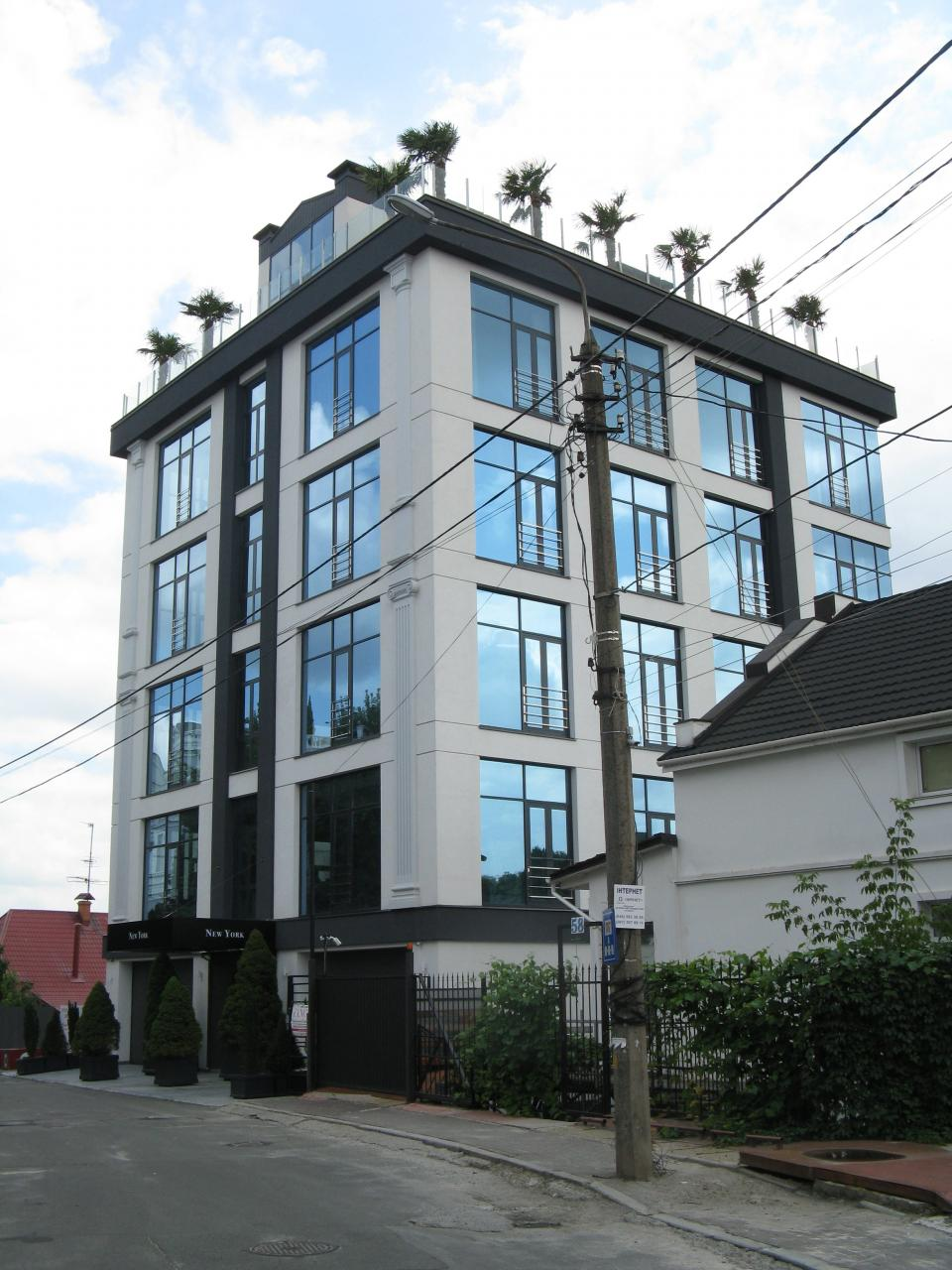
Дом New York

Зимой 2021 года бывший депутат Верховной Рады Украины, Борислав Берёза, в эфире передачи «Под личный контроль», на своём канале в «YouTube», заявил, что Балашов получил средства на общую сумму 28 тыс. долларов как инвестиции в строительство многоквартирного элитного дома, и что после того, как дом «Нью Йорк» был возведён, он не отдал инвесторам их средства, а взамен начал сдавать помещения дома в офисную аренду. В соответствии с этим было возбуждено уголовное дело. Также, депутат заявил, что Балашов с многочисленными нарушениями возвёл дом «Нью Йорк» в буферной зоне объекта Всемирного наследия ЮНЕСКО — Софийского собора и прилегающих монастырских сооружений — и что это даёт ЮНЕСКО право исключить данные объекты из списка Всемирного наследия. Вскоре после этого СМИ сообщили об угрозах Балашова адвокату инвесторов его строительства по уголовному делу по факту мошенничества.
18 февраля 2021 против Балашова было открыто исполнительное производство по неуплате им алиментов, что не позволило ему вылететь за границу[откуда?] для празднования своего дня рождения в аэропорту «Борисполь».

### Заявления о языке
Во время обсуждения языкового закона в эфире одного из всеукраинских телеканалов Балашов заявил, что говорит на русском языке из принципа, а также предложил варианты физического воздействия над «языковыми омбудсменами», которые требуют в сфере обслуживания переходить на украинский.

## Награды
- Орден «За заслуги» III степени (2 марта 2001) — «За весомые достижения в профессиональной деятельности, многолетний добросовестный труд»[65]
- Победитель категории бизнес-блогер премии Топ-100 блогеров Украины от Фактов ICTV (2017)[66]